# Подмарщин
Подмарщин (пол. Podmarszczyn) — село в Польщі, у гміні Дзежонжня Плонського повіту Мазовецького воєводства.
Населення — 148 осіб (2011).
У 1975-1998 роках село належало до Цехановського воєводства.

## Демографія
Демографічна структура станом на 31 березня 2011 року:
|          | Загалом | Допрацездатний вік | Працездатний вік | Постпрацездатний вік |
| -------- | ------- | ------------------ | ---------------- | -------------------- |
| Чоловіки | 73      | 10                 | 53               | 10                   |
| Жінки    | 75      | 14                 | 41               | 20                   |
| Разом    | 148     | 24                 | 94               | 30                   |